# ¿Dónde vas, Alfonso XII? (obra de teatro)
¿Dónde vas, Alfonso XII? es una obra de teatro de Juan Ignacio Luca de Tena, estrenada en 1957.

## Argumento
La obra recrea los años de noviazgo y matrimonio del rey de España Alfonso XII y María de las Mercedes de Orleans, así como el fallecimiento de ésta.

## Estreno
- Teatro Lara, Madrid, 20 de febrero de 1957.
  - Intérpretes: Jorge Vico (Alfonso XII), Luchy Soto (María de las Mercedes de Orleans), Lola Membrives (Isabel II de España), Pastora Imperio (Triniá), Ricardo Canales, Francisco Pierrá, Amparo Martí, Carlos Casaravilla, Mariano Asquerino, Félix Navarro, Carmen Bernardos.

## Versiones
En 1958 se estrenó una versión cinematográfica con el mismo título, dirigida por Luis César Amadori y protagonizada por Vicente Parra y Paquita Rico.